# Skrajna Murańska Przełęcz
Skrajna Murańska Przełęcz (ok. 1340 m) – jedna z trzech Murańskich Przełęczy w zachodniej części słowackich Tatr Bielskich. Znajduje się w ich grani głównej, pomiędzy Małym Muraniem na zachodzie i Murańskimi Kopkami na wschodzie. Jest to płytka i łatwo z obydwu stron grani dostępna przełączka. Znajduje się w lesie. Jej  południowo-zachodni stok stromo opada do dna doliny Jaworowego Potoku. Wcina się w nie płytki żleb. Porastający go las świerkowy w maju 1986 r. całkowicie powaliła wichura. Stok północno-wschodni nieco mniej stromo opada do dna Doliny Międzyściennej, ale jest bardzo bujnie porośnięty, wskutek czego przejście nim jest trudne. 
Nazwę przełęczy po raz pierwszy podał Władysław Cywiński w 4 tomie przewodnika Tatry.  Przez przełęcz nie prowadzi żaden szlak turystyczny. Istnieją dwa opisane przez Wł. Cywińskiego przejścia, ale obecnie cały obszar Tatr Bielskich to zamknięty dla turystów i taterników obszar ochrony ścisłej. 